# Historia gospodarcza Szwecji

## 1790-1815 – rewolucja agrarna i gospodarka postindustrialna
W latach 1790–1815 Szwecja doświadczyła dwóch równoczesnych ruchów w gospodarce. Pierwszym z nich była rewolucja agrarna obejmująca większe posiadłości rolne. Korona przekazała wówczas obszary rolne prywatnym rolnikom, zaczęto uprawiać nowe rośliny, powstał nowy sprzęt rolniczy i rozpoczęła się komercjalizacja rolnictwa. Drugą tendencją tego okresu była protoindustrializacja, która obejmowała obszary wiejskie i założone na nich niewielkie ośrodki przemysłowe. Mieszkający tam rolnicy zamieniali zimą pracę na roli na pracę produkcyjną w fabrykach. Doprowadziło to do wzrostu gospodarczego, który wpłynął na dużą część społeczeństwa i zapoczątkował rewolucję konsumpcyjną w 1820 roku. Zmiany te stały się również przyczyną wzrostu demograficznego.

## 1815-1850 – rewolucja przemysłowa, specjalizacja regionalna i zmiany instytucjonalne
W okresie pomiędzy 1815 a 1850 rokiem ośrodki protoindustrialne przekształciły się w bardziej wyspecjalizowane i większe fabryki. Czas ten naznaczony był również wzrostem specjalizacji regionalnej w górnictwie na obszarze Bergslagen, przemysłu włókienniczego w Sjuhäradsbygden i leśnictwa w Norrland. W roku 1842 wprowadzono kilka istotnych zmian instytucjonalnych, takich jak bezpłatne i obowiązkowe szkolnictwo publiczne (pierwsze takie na świecie), zniesienie monopolu państwa na handel w rzemiośle – systemu cechowego – w 1846 roku oraz prawo dotyczące spółek akcyjnych wprowadzone w 1848 roku.

## 1850-1890 – wzrost eksportu, kolej i start inwestycji
W okresie 1850–1890 Szwecja doświadczyła istnej eksplozji w sektorze eksportu. Głównymi towarami były rośliny rolne, drewno i stal. Istotne zmiany instytucjonalne, które dokonały się w tym okresie to zniesienie większości ceł i innych przeszkód w wolnym handlu w latach pięćdziesiątych XIX wieku oraz wprowadzenie normy złota w 1873 roku, co ustaliło w Szwecji stały parytet złota dla korony szwedzkiej. Owe zmiany przyczyniły się do ekspansji wolnego handlu.
W tym okresie współczynnik inwestycji (inwestycje/PKB) w Szwecji wzrósł z 5% do 10%, co znane jest pod nazwą szwedzkiego startu inwestycji. Wówczas miał miejsce rozwój nowoczesnej gospodarki w Szwecji, który przyczynił się do wzrostu PKB o ok. 2%. Czas ten obfitował w wielkie inwestycje w obszarze infrastruktury, głównie sieci kolejowej, które to inwestycje finansowane były częściowo przez rząd, częściowo przez prywatne przedsiębiorstwa.

## 1890-1950 – druga rewolucja przemysłowa
W latach 1890–1930 doszło do drugiej rewolucji przemysłowej w Szwecji. W tym okresie rozwijały się nowe gałęzie przemysłu, skupione przede wszystkim na rynku wewnętrznym: inżynieria mechaniczna, energetyka, papiernictwo i włókiennictwo. Do gwałtownej ekspansji tych obszarów przyczynił się dobrze działający rynek kapitału podwyższonego ryzyka: Sztokholmska Giełda Papierów Wartościowych założona w 1866 roku, Szwedzki Bank Narodowy (założony w 1668 roku był pierwszym bankiem centralnym na świecie) otrzymał w 1866 roku wyłączne prawo do wydawania banknotów szwedzkich oraz status kredytodawcy ostatniej instancji, co ułatwiło zakładanie mniejszych niezależnych komercyjnych banków prywatnych. Posunięcie to zaowocowało gwałtownym wzrostem liczby banków prywatnych oraz przyczyniło się do zwiększenia liczby kredytobiorców. Prywatne banki zaczęły udzielać kredytów na uruchomienie działalności gospodarczej z kapitałem akcyjnym w formie zabezpieczenia. Jeśli spółka rozwijała się i dawała dobre prognozy na przyszłość, akcje były sprzedawane na rynku papierów wartościowych, co umożliwiało bankom pożyczenie pieniędzy nowym przedsiębiorstwom. Gwałtowna ekspansja kredytów przyczyniła się do załamania bankowości w 1907 roku oraz kryzysu na rynku nieruchomości.
Import ogromnych sum obcego kapitału potrzebnego do sfinansowania industrializacji w okresie 60 lat od 1850 do 1910 roku sprawił, że Szwecja znalazła się w światowej czołówce krajów-dłużników przed rokiem 1910. Sytuacja ta gwałtownie zmieniła się w kolejnej dekadzie. W 1914 roku wybuchła I wojna światowa i międzynarodowe zapotrzebowanie na strategiczne produkty, takie jak stal używana w przemyśle zbrojeniowym, gwałtownie wzrosło. Walczące narody narzuciły na siebie mnóstwo restrykcyjnych ograniczeń handlowych, Szwecja zaś, jako kraj neutralny, pozostawała poza kręgiem krajów objętych tymi ograniczeniami.Szwecja znalazła się zatem w uprzywilejowanej pozycji w stosunku do innych krajów Europy pod względem rozwoju gospodarczego. Działo się to pomimo fali inflacji, bezrobocia i potrzeby gospodarczej odnowy. Kraje prowadzące wojnę, takie jak Wielka Brytania, na masową skalę skłaniały się ku drukowaniu nowych pieniędzy, aby sfinansować narastające podczas wojny potrzeby. Prowadziło to do inflacji i wzrostu cen produktów importowanych ze Szwecji. Masowy transfer obcych pieniędzy jako zapłata za szwedzki eksport w czasie wojny sprawił, że kraj ten, niedawno jeszcze jeden z największych dłużników na świecie, urósł po wojnie do rangi wierzyciela.

## Historia najnowsza
W latach 90. Szwecję dotknął poważny kryzys, który spowodował wzrost bezrobocia do poziomu innych krajów UE i USA, a także pojawienie się długu publicznego, który pod koniec lat 90. sięgnął 50% PKB. Kryzys ten był związany z globalnym spowolnieniem światowej gospodarki oraz obniżką podatków przez prawicowy rząd przy jednoczesnym zachowaniu wydatków socjalnych na tym samym poziomie. W wyniku wdrożenia licznych reform i programów naprawczych udało się zwiększyć wydajność pracy i spowodować wzrost wskaźników makroekonomicznych.
Rząd Szwecji nie zdecydował się na przystąpienie do Unii Gospodarczej i Walutowej w 1999 r. – w latach 1995–1996 obradowała rządowa komisja ds. Unii Gospodarczej i Walutowej pod przewodnictwem Larsa Calmforsa (tzw. Komisja Calmforsa), która po przeanalizowaniu potencjalnych skutków przystąpienia Szwecji do strefy euro, stwierdziła brak wystarczających przesłanek do przyjęcia waluty euro w 1999. Pomimo korzyści politycznych związanych ze wzmocnieniem pozycji Szwecji w Unii Europejskiej i pewnych korzyści gospodarczych (np. niższych kosztów transakcji po wyeliminowaniu różnic kursowych, większej konkurencji), utrata narodowej polityki monetarnej pozbawiłaby Szwecję instrumentu walki z nieprzewidzianymi szokami, co w połączeniu z ówczesnym wysokim poziomem bezrobocia i kiepskim stanem finansów publicznych, byłoby niekorzystne dla szwedzkiej gospodarki. O pozostaniu Szwecji poza strefą euro przesądził ostatecznie wynik referendum z 2003 roku.